# Lista orașelor și comunelor din Mecklenburg-Vorpommern
In landul federal Mecklenburg-Vorpommern sunt:
- 849 de localități din care sunt:
  - 84 orașe
  - 6 districte urbane
  - 24 orașe districte
  - 765 orașe și comune

## districte urbane
| - Greifswald - Neubrandenburg | - Rostock - Schwerin | - Stralsund - Wismar |

## orașe districte
| - Anklam - Bad Doberan - Binz - Boizenburg/Elbe - Boltenhagen - Dargun - Demmin - Feldberger Seenlandschaft - Graal-Müritz - Grevesmühlen - Grimmen - Güstrow | - Hagenow - Heringsdorf - Kröpelin - Kühlungsborn - Lübtheen - Ludwigslust - Marlow - Neubukow - Neustrelitz - Parchim - Pasewalk | - Insel Poel - Putbus - Sanitz - Sassnitz - Satow - Strasburg (Uckermark) - Süderholz - Teterow - Ueckermünde - Waren (Müritz) - Zingst |

## A
| - Admannshagen-Bargeshagen - Ahlbeck - Ahrenshagen-Daskow - Ahrenshoop - Alt Bukow - Altefähr - Altenhagen - Altenhof | - Altenkirchen - Altenpleen - Altentreptow - Altkalen - Alt Krenzlin - Alt Meteln - Alt Rehse - Alt Schwerin | - Alt Sührkow - Alt Tellin - Altwarp - Altwigshagen - Alt Zachun - Am Salzhaff - Ankershagen - Anklam |

## B
| - Baabe - Bad Doberan - Bad Kleinen - Badow - Bad Sülze - Balow - Bandelin - Bandenitz - Banzkow - Bargischow - Barkhagen - Barnekow - Barnin - Bartelshagen II b. Barth - Bartenshagen-Parkentin - Barth - Bartow - Basedow - Bastorf - Baumgarten - Beggerow - Behnkendorf - Behrenhoff - Behren-Lübchin - Belsch - Bengerstorf - Benitz - Bentwisch - Bentzin - Benz (bei Wismar) - Benz (Usedom) - Bergen auf Rügen | - Bergholz - Bernitt - Bernstorf - Beseritz - Besitz - Bibow - Biendorf - Binz - Blankenberg - Blankenhagen - Blankenhof - Blankensee (Mecklenburg) - Blankensee (Vorpommern) - Blesewitz - Blievenstorf - Blowatz - Blumenhagen - Blumenholz - Bobitz - Bobzin - Boddin - Boiensdorf - Boizenburg/Elbe - Boldekow - Bollewick - Boltenhagen - Boock - Börgerende-Rethwisch - Borkow - Born a. Darß - Borrentin - Börzow | - Brahlstorf - Brandshagen - Bredenfelde - Breege - Breesen - Breest - Brenz - Bresegard bei Eldena - Bresegard bei Picher - Brietzig - Briggow - Bröbberow - Broderstorf - Broock - Brüel - Brunow - Brunn - Brünzow - Brüsewitz - Buchberg - Buchholz - Buddenhagen - Bugewitz - Buggenhagen - Bülow - Burg Stargard - Burow - Buschvitz - Bütow - Butzow - Bützow |

## C
| - Cambs - Cammin (bei Neubrandenburg) - Cammin (bei Rostock) | - Carinerland - Carlow - Carpin | - Cölpin - Cramonshagen - Crivitz |

## D
| - Dabel - Daberkow - Dahmen - Dalberg-Wendelstorf - Dalkendorf - Dambeck - Damerow - Damm (bei Rostock) - Damm (Eldetal) - Damshagen - Dargelin - Dargen - Dargun - Dassow - Datzetal - Dechow | - Demen - Demmin - Dersekow - Dersenow - Dettmannsdorf - Deyelsdorf - Diedrichshagen - Diekhof - Dierhagen - Diestelow - Divitz-Spoldershagen - Dobbertin - Dobbin-Linstow - Dobin am See - Dolgen am See | - Dömitz - Domsühl - Dorf Mecklenburg - Dragun - Dranske - Drechow - Dreetz - Dreschvitz - Drewelow - Ducherow - Duckow - Dümmer - Dummerstorf - Düvier |

## E
| - Eggesin - Eichhorst | - Eixen - Eldena | - Elmenhorst - Elmenhorst/Lichtenhagen |

## F
| - Fahrenwalde - Faulenrost - Feldberger Seenlandschaft - Ferdinandshof | - Fincken - Finkenthal - Franzburg - Friedland | - Friedrichsruhe - Fuhlendorf - Fünfseen |

## G
| - Gadebusch - Gägelow - Gager - Galenbeck - Gallin - Gallin-Kuppentin - Gammelin - Ganzlin - Garz - Garz/Rügen - Gelbensande - Genzkow - Gielow - Gingst - Gischow - Glasewitz - Glasin - Glasow - Glewitz - Glienke - Glowe - Gneven - Gnevkow - Gnewitz - Gnoien - Godendorf - Godern - Göhlen - Göhren (bei Crivitz) - Göhren (Rügen) - Göhren-Lebbin - Golchen | - Goldberg - Goldenstädt - Gorlosen - Görmin - Gottesgabe - Gotthun - Graal-Müritz - Grabow - Grabow-Below - Grabowhöfe - Grambin - Grambow (bei Schwerin) - Grambow (Vorpommern) - Grammendorf - Grammentin - Grammow - Gransebieth - Granzin - Grapzow - Grebbin - Grebs-Niendorf - Greifswald - Gremersdorf-Buchholz - Gresse - Greven - Grevesmühlen - Gribow - Grieben - Grimmen - Grischow - Groß Dratow - Groß Flotow | - Groß Gievitz - Groß Godems - Groß Kelle - Groß Kiesow - Groß Kordshagen - Groß Krams - Groß Laasch - Groß Luckow - Groß Miltzow - Groß Mohrdorf - Groß Molzahn - Groß Nemerow - Groß Niendorf - Groß Plasten - Groß Polzin - Groß Roge - Groß Schwiesow - Groß Siemz - Groß Stieten - Groß Teetzleben - Groß Vielen - Groß Wokern - Groß Wüstenfelde - Grünow - Gültz - Gülzow - Gülzow-Prüzen - Gustow - Güstrow - Gutow - Gützkow |

## H
| - Hagenow - Hammer a.d. Uecker - Hanshagen (Mecklenburg) - Hanshagen (Vorpommern) - Heinrichsruh - Heinrichswalde - Helpt - Heringsdorf - Herzberg - Hinrichshagen (Mecklenburg) - Hinrichshagen (Vorpommern) - Hintersee | - Hohenbollentin - Hohen Demzin - Hohendorf - Hohenfelde - Hohenkirchen - Hohenmocker - Hohen Pritz - Hohen Sprenz - Hohen Viecheln - Hohen Wangelin | - Hohenzieritz - Holdorf - Holldorf - Holthusen - Hoort - Hoppenrade - Hornstorf - Horst - Hugoldsdorf - Hülseburg |

## I
| - Insel Hiddensee - Insel Poel | - Iven | - Ivenack |

## J
| - Jabel - Jaebetz - Jakobsdorf - Japenzin | - Jarmen - Jatznick - Jesendorf | - Jördenstorf - Jürgenshagen - Jürgenstorf |

## K
| - Kalkhorst - Kambs - Kamminke - Karbow-Vietlübbe - Karenz - Kargow - Karlsburg - Karlshagen - Karnin - Karow - Karrenzin - Karstädt - Kassow - Katzow - Kavelstorf - Kemnitz - Kentzlin - Kenz-Küstrow - Kessin - Kieve - Kirchdorf - Kirch Jesar - Kirch Mulsow - Kittendorf - Klausdorf - Klein Belitz | - Klein Bünzow - Klein Kussewitz - Klein Luckow - Klein Lukow - Klein Rogahn - Klein Trebbow - Klein Upahl - Klein Vielen - Kletzin - Klink - Klinken - Klocksin - Kluis - Klütz - Kneese - Knorrendorf - Koblentz - Kobrow - Köchelstorf - Kogel - Kölzin - Königsfeld - Körchow - Korswandt - Koserow - Krackow | - Krakow am See - Kramerhof - Kratzeburg - Kreien - Krembz - Kremmin - Krien - Kriesow - Kritzmow - Kritzow - Kröpelin - Kröslin - Kruckow - Krugsdorf - Krukow - Krummin - Krusenfelde - Krusenhagen - Kublank - Kuchelmiß - Kuhlen-Wendorf - Kühlungsborn - Kuhs - Kuhstorf - Kummerow (am See) - Kummerow (bei Stralsund) |

## L
| - Laage - Lalendorf - Lambrechtshagen - Lancken-Granitz - Langen Brütz - Langen Jarchow - Langenhagen - Langhagen - Lansen-Schönau - Lapitz - Lärz - Lassan - Leezen - Lehsen - Leizen - Lelkendorf - Leopoldshagen - Leussow - Levenhagen - Lieblingshof | - Liepen - Liepgarten - Lietzow - Lindenberg - Lindetal - Lindholz - Löbnitz - Löcknitz - Lockwisch - Loddin - Lohme - Lohmen - Loissin - Loitz - Löwitz - Lübberstorf - Lübesse - Lüblow - Lubmin | - Lübow - Lübs - Lübstorf - Lübtheen - Lübz - Luckow - Lüdersdorf - Lüdershagen - Ludorf - Ludwigslust - Lühburg - Lühmannsdorf - Lüssow (Mecklenburg) - Lüssow (bei Stralsund) - Lüssow (Ostvorpommern) - Lutheran - Lütow - Lüttow-Valluhn - Lützow |

## M
| - Malchin - Malchow - Malk Göhren - Mallentin - Mallin - Malliß - Mandelshagen - Marihn - Marlow - Marnitz - Massow - Matzlow-Garwitz - Medow - Meesiger - Meiersberg | - Mellenthin - Melz - Menzendorf - Mesekenhagen - Mestlin - Metelsdorf - Middelhagen - Mildenitz - Millienhagen-Oebelitz - Milow - Miltzow - Mirow - Mistorf - Möllenbeck (b. Neustrelitz) - Möllenbeck (Lkr. Ludwigslust) | - Möllenhagen - Mollenstorf - Mölln - Mölschow - Moltzow - Mönchhagen - Mönkebude - Moor-Rolofshagen - Moraas - Muchow - Mühl Rosin - Mühlen Eichsen - Murchin - Mustin |

## N
| - Nadrensee - Neddemin - Neetzka - Neetzow - Nesow - Neu Bartelshagen - Neu Boltenhagen - Neubrandenburg - Neubukow - Neuburg - Neuendorf A - Neuendorf B | - Neuenkirchen (b. Anklam) - Neuenkirchen (b. Greifswald) - Neuenkirchen (b. Neubrandenburg) - Neuenkirchen (Rügen) - Neu Gaarz - Neu Gülze - Neukalen - Neu Kaliß - Neukloster - Neu Kosenow - Neu Poserin | - Neustadt-Glewe - Neustrelitz - Neverin - Nieden - Niendorf - Nienhagen - Niepars - Nossendorf - Nossentiner Hütte - Nostorf - Nustrow |

## P
| - Pampow - Pantelitz - Papendorf (Vorpommern) - Papendorf (Warnow) - Papenhagen - Papenhusen - Parchim - Parchtitz - Pasewalk - Passee - Passow - Pätow-Steegen - Patzig - Peenemünde - Pelsin - Penkow - Penkun - Penzin | - Penzlin - Perlin - Petersdorf - Picher - Pingelshagen - Pinnow - Plaaz - Plate - Plau am See - Plöwen - Plüschow - Pokrent - Pölchow - Polzow - Poppendorf - Poseritz - Postlow - Pragsdorf | - Prebberede - Preetz - Prerow - Priborn - Priepert - Pripsleben - Prisannewitz - Prislich - Pritzier - Prohn - Pruchten - Puchow - Pudagla - Pulow - Putbus - Putgarten - Putzar |

## R
| - Raben Steinfeld - Raduhn - Ralswiek - Rambin - Ramin - Rankwitz - Rappin - Rastow - Rathebur - Rechlin - Reddelich - Redefin - Rehna - Reimershagen - Reinberg | - Remplin - Renzow - Rerik - Retschow - Ribnitz-Damgarten - Richtenberg - Rieps - Ritzerow - Röbel/Müritz - Röckwitz - Roduchelstorf - Roggendorf - Roggenstorf - Roggentin (bei Neustrelitz) - Roggentin (bei Rostock) | - Rögnitz - Rollwitz - Rom - Rosenow - Rossin - Rossow - Rostock - Rothemühl - Rothenklempenow - Rövershagen - Rubenow - Rubkow - Rühn - Rukieten - Rüting |

## S
| - Saal - Sagard - Samtens - Sanitz - Sarmstorf - Sarnow - Sarow - Sassen-Trantow - Sassnitz - Satow - Sauzin - Schaprode - Schimm - Schlagsdorf - Schlemmin - Schloen - Schmatzin - Schönbeck - Schönberg - Schönfeld - Schönhausen - Schönwalde - Schorssow - Schossin | - Schwaan - Schwanheide - Schwarz - Schwasdorf - Schwerin - Schwinkendorf - Seehof - Sehlen - Sellin - Selmsdorf - Selpin - Semlow - Setzin - Severin - Siedenbollentin - Siedenbrünzow - Sietow - Siggelkow - Silz - Sommersdorf - Spantekow - Splietsdorf - Sponholz - Spornitz | - Stäbelow - Staven - Stavenhagen, Reuterstadt - Steesow - Steffenshagen - Steinfeld - Steinhagen (Mecklenburg) - Steinhagen (Vorpommern) - Sternberg - Stolpe (Mecklenburg) - Stolpe (Peene) - Stolpe auf Usedom - Stralendorf - Stralsund - Strasburg (Uckermark) - Strohkirchen - Stubbendorf - Stuer - Suckow - Süderholz - Sukow - Sukow-Levitzow - Sülstorf |

## T
| - Tarnow - Techentin - Teldau - Teschendorf - Tessenow - Tessin (bei Rostock) - Tessin b. Boizenburg - Testorf-Steinfort - Teterow | - Thandorf - Thelkow - Thesenvitz - Thiessow - Thulendorf - Thürkow - Toddin - Torgelow - Torgelow am See | - Torgelow-Holländerei - Tramm - Trassenheide - Trent - Tribsees - Trinwillershagen - Trollenhagen - Tutow - Tützpatz |

## U
| - Ückeritz - Ueckermünde - Uelitz | - Ummanz - Upahl - Usedom | - Userin - Utecht - Utzedel |

## V
| - Varchentin - Veelböken - Velgast - Vellahn - Ventschow - Verchen | - Vielank - Vielist - Viereck - Vipperow - Vitense | - Vogelsang-Warsin - Voigtsdorf - Vollrathsruhe - Völschow - Vorbeck |

## W
| - Wackerow - Wahlstorf - Walkendorf - Walow - Wardow - Waren (Müritz) - Warin - Warlitz - Warlow - Warnkenhagen - Warnow (bei Bützow) - Warnow (bei Grevesmühlen) - Warrenzin - Warsow - Wasdow - Wedendorf - Weitendorf (bei Brüel) - Weitenhagen (Nordvorpommern) | - Weitenhagen (Ostvorpommern) - Wendisch Baggendorf - Wendisch Priborn - Wendisch Waren - Wendorf - Werder (bei Altentreptow) - Werder (bei Lübz) - Wesenberg - Wessin - Wieck a. Darß - Wiek - Wiendorf - Wietstock - Wildberg - Wilhelmsburg - Wilmshagen - Wismar - Wittenbeck | - Wittenburg - Wittendörp - Wittenförden - Wittenhagen - Witzin - Wöbbelin - Woggersin - Wokuhl-Dabelow - Wolde - Woldegk - Wolgast - Wrangelsburg - Wredenhagen - Wulkenzin - Wusterhusen - Wustrow (Meckl. Seenplatte) - Wustrow (Ostseebad) |

## Z
| - Zahrensdorf - Zapel - Zarnewanz - Zarrendorf - Zarrentin am Schaalsee - Zehna - Zemitz - Zempin - Zepelin - Zepkow | - Zerrenthin - Zettemin - Zickhusen - Ziegendorf - Zierow - Zierzow - Ziesendorf - Ziethen - Zingst - Zinnowitz | - Zirchow - Zirkow - Zirzow - Zislow - Zölkow - Zülow - Zurow - Züsedom - Züsow - Züssow |

## comune cu poziție comercială
| - Altentreptow - Barth - Bergen auf Rügen - Bützow - Burg Stargard - Eggesin - Friedland - Gadebusch - Goldberg | - Grabow - Laage - Loitz - Lübz - Malchin - Malchow - Neukloster - Neustadt-Glewe - Penzlin | - Plau am See - Ribnitz-Damgarten - Röbel/Müritz - Stavenhagen, Reuterstadt - Sternberg - Torgelow - Wittenburg - Wolgast |